# De Vriendschap (Bleskensgraaf)
Molen De Vriendschap in de Nederlandse plaats Bleskensgraaf is een stellingmolen die werd gebouwd in 1890 in opdracht van Johan 't Hooft. De molen verving de wipkorenmolen die al omtrent 1680 op dezelfde plaats stond.
Voorheen was het mogelijk om vanuit de Alblas met een schouw deze molen binnen te varen voor de aan- en afvoer van het maalgoed. De molen bleef tot 1971 op commerciële basis in bedrijf en was regelmatig draaiend te zien. Laatste beroepsmolenaar was Pieter Pott.
In 2000 werd de stichting Molen De Vriendschap te Bleskensgraaf opgericht met het doel deze molen open te stellen voor publiek. Op 1 mei 2004 werd bij de molen een ontvangstruimte geopend.
De molen is thans af en toe nog als korenmolen in gebruik, maar draait regelmatig dankzij de inzet van enkele vrijwilligers. De onderbouw en aanbouw van de molen dienen tevens als de woning van de eigenaar.